# Arbetsmiljöingenjör
En arbetsmiljöingenjör är en teknisk expert inom arbetsmiljöfrågor. Arbetsmiljöingenjörer arbetar ofta inom företagshälsovård för att se till att arbetsplatser är säkra och icke hälsovådliga.